# Cristian Trujillo
Cristian Esteban Trujillo (Dagua, Valle del Cauca, Colombia; 8 de agosto de 1998) es un futbolista colombiano que juega de centrocampista en el Deportes Tolima de la Categoría Primera A.

## Trayectoria

### Deportes Tolima
Inició su carrera como futbolista en las divisiones menores del Deportes Tolima en donde debutó como jugador profesional en septiembre del 2020. Con el equipo pijao ha ganado dos títulos oficiales del fútbol colombiano.

## Estadísticas
- Actualizado de acuerdo al último partido jugado el 15 de junio del 2025.

| Club            | País     | Año      | Partidos | Goles | Asist |
| --------------- | -------- | -------- | -------- | ----- | ----- |
| Deportes Tolima | Colombia | 2020-Act | 183      | 2     | 1     |
| Total           | Total    | Total    | 183      | 2     | 1     |

## Palmarés

### Torneos nacionales
| Título                | Club            | País     | Torneo         |
| --------------------- | --------------- | -------- | -------------- |
| Categoría Primera A   | Deportes Tolima | Colombia | Apertura 2021  |
| Superliga de Colombia | Deportes Tolima | Colombia | Superliga 2022 |